# Томагавк (геометрия)

Томагавк, у которого выделены ручка и остриё

Томагавк — это инструмент в геометрии для трисекции угла, задачи разбиения угла на три равные части. Фигура состоит из полукруга и двух отрезков и внешне напоминает томагавк, топор индейцев. Тот же инструмент иногда называли ножом сапожника, однако это название уже широко используется для другой фигуры, арбелоса (треугольник со сторонами в виде полуокружностей).

## Описание
Основная фигура томагавка состоит из полуокружности («лезвия» томагавка), с продолжением диаметра отрезком, равным радиусу полуокружности («остриё» томагавка), и ещё одним отрезком произвольной длины («ручка» томагавка), перпендикулярном диаметру. Чтобы превратить фигуру в физический инструмент, ручка и остриё делается с ненулевой толщиной, но отрезки должны оставаться границами фигуры. В отличие от трисекции с помощью плотницкого угольника, противоположная сторона ручки не обязана быть отрезком, параллельным рабочей стороне.
В некоторых источниках указывается полный круг, а не полукруг, или сторона томагавка вдоль диаметра также расширяется, но эти модификации не оказывают влияние на работу с инструментом.

## Трисекция

Трисекция угла с помощью томагавка. Ручка AD даёт треть угла, а пунктирная линия AC до центра полуокружности даёт другую треть угла

При использования томагавка для трисекции угла, томагавк размещается так, чтобы ручка лежала на вершине угла, лезвие (полукруг) касалось одной стороны угла (изнутри), а остриё томагавка лежало на другой стороне угла. Одна из прямых трисекции тогда пройдёт вдоль ручки, другая прямая пройдёт через центр полукруга. Если угол, который следует разделить на три части, слишком острый по отношению к длине ручки томагавка, указанной процедурой угол на три части разделить нельзя, но это ограничение можно обойти, если удваивать угол, пока построение не будет возможным, затем делить нужное число раз угол пополам.
Если вершину угла обозначить буквой A, точку касания лезвия буквой B, центр полукруга буквой C, основание ручки буквой D, а вершину острия буквой E, то треугольники ACD и ADE являются прямоугольными треугольниками с общей высотой и равными катетами при основании. Следовательно, эти треугольники равны. Поскольку стороны AB и BC треугольника ABC являются касательным отрезком и радиусом полуокружности, эти стороны равны AD и DC соответственно. Таким образом, треугольник ACD равен треугольникам ACB и AED, что показывает, что углы при вершине угла A равны.
Хотя сам томагавк можно построить с помощью циркуля и линейки и его можно использовать для трисекции угла, это не противоречит теореме 1837 года Пьера Ванцеля о том, что произвольный угол не может быть разделён на три части с помощью лишь циркуля и линейки. Причина в том, что размещение построенного томагавка в нужную позицию является видом невсиса, что не разрешается в построении с помощью циркуля и линейки.

## История
Кто придумал томагавк, неизвестно, но самая ранняя ссылка идёт из Франции XIX столетия. Прослеживаются ссылки до 1835, когда томагавк появился в книге Клода Люсьена Бержери Géométrie appliquée à l’industrie, à l’usage des artistes et des ouvriers. То же построение опубликовал Анри Брокар в 1877. Брокар, в свою очередь, приписывал изобретение построения французскому морскому офицеру Пьеру-Жозефу Глотену.